# Scaled Composites
Scaled Composites (spesso abbreviata Scaled), precedentemente Rutan Aircraft Factory, è un'azienda aerospaziale statunitense, attualmente posseduta dalla Northrop Grumman ma gestita dal suo originale fondatore Burt Rutan, con sede presso il Mojave Air and Space Port, Mojave, California.